# Rovna
Rovna es un pueblo de la municipalidad de Bugojno, en el cantón de Bosnia Central, Bosnia y Herzegovina.

## Superficie
Posee una superficie de 16,28 kilómetros cuadrados.

## Demografía
Hasta 2013 la población era de 631 habitantes, con una densidad de población de 38,8 habitantes por kilómetro cuadrado.